# Justizvollzugskrankenhaus Berlin
Das Justizvollzugskrankenhaus Berlin in der Justizvollzugsanstalt Plötzensee (JVK Berlin) ist ein Sonderkrankenhaus der stationären Grundversorgung mit insgesamt 116 Betten. Es dient ausschließlich der medizinischen Versorgung von Gefangenen des Justizvollzuges von Berlin. Das Krankenhaus ist Teil der Justizvollzugsanstalt Plötzensee und liegt auf deren Gelände im Ortsteil Charlottenburg-Nord im Bezirk Charlottenburg-Wilmersdorf von Berlin. Zuständige Aufsichtsbehörde ist die Senatsverwaltung für Justiz und Verbraucherschutz.

## Versorgung
Die medizinische Versorgung im Justizvollzugskrankenhaus erfolgt in den beiden Fachabteilungen für Innere Medizin (80 Betten) und für Psychiatrie und Psychotherapie (36 Betten). Daneben bestehen Funktionsbereiche für Radiologie und Physiotherapie. Der Pflegedienst hat die Aufgabe die medizinisch-pflegerischen Versorgung der Patienten im Justizvollzugskrankenhaus und in den Arztgeschäftsstellen der Berliner Justizvollzugsanstalten unter den Rahmenbedingungen des Justizvollzuges durchzuführen. Das Justizvollzugskrankenhaus betreibt nachgeordnete Ambulanz (Arztgeschäftsstellen) neben den Bereichen für die stationäre und ambulante fachärztliche Versorgung und dem Konsiliararzt-System. Sie befinden sich in den einzelnen Justizvollzugsanstalten und dienen der allgemeinärztlichen Basisversorgung.

## Geschichte
Das Justizvollzugskrankenhaus wurde im Jahr 2005 auf dem Gelände der Justizvollzugsanstalt Plötzensee als zentrales Haftkrankenhaus für alle Berliner Justizvollzugsanstalten errichtet. Es ersetzte das vorher in der Justizvollzugsanstalt Moabit gelegene Krankenhaus der Berliner Justizvollzugsanstalten. Bis Ende 2012 war das Justizvollzugskrankenhaus organisatorisch eigenständig. Am 1. Januar 2013 fusionierten die Justizvollzugsanstalt Plötzensee, die Justizvollzugsanstalt Charlottenburg und das Justizvollzugskrankenhaus Berlin zur neuen Justizvollzugsanstalt Plötzensee.